# Lappljungssläktet
Lappljungssläktet (Phyllodoce) är ett växtsläkte i familjen ljungväxter med 7 arter. De förekommer i den norra tempererade regionen. Några arter odlas som trädgårdsväxter i Sverige.